# Naravni rezervat cedre Al Shouf
Naravni rezervat cedre Al Shouf je naravni rezervat v okrožjih Chouf in Aley v Libanonu. Je na pobočju gore Džebel Baruk in ima površino 550 km², skoraj 5,3 % libanonskega ozemlja, zaradi česar je največji naravni rezervat v Libanonu.
Rezervat vsebuje gozdove libanonske cedre Barouk, Maaser el Shouf in Ain Zhalta-Bmohray. Je pomembno območje za ptice (Mednarodno pomembno območje za ptice - IBA) in območje ekološkega turizma. Gosti 32 vrst divjih sesalcev, 200 vrst ptic in 500 vrst rastlin.

## Geodiverziteta
Goro Barouk sestavljajo kamnine iz pliocena, ki so bile podvržene velikim tektonskim premikom, ki so Libanonsko gorovje razdelili na dva vzporedna dela; vzhodno območje se imenuje Antilibanon, zahodno območje pa se imenuje Libanonsko gorovje. Obe gorski verigi ločuje dolina Beka, ki je sestavljena iz nedavnih polnilnih sedimentov. Glavne kamnine so apnenec. Celotna gora Barouk je kavernozen apnenec s številnimi površinskimi značilnostmi, kot so doline, ki kažejo na spodaj ležeče kavernozne oblike gorske verige. Ena posebej omembe vredna jama, dolga po ocenah 700 metrov , se nahaja v bližini vasi Niha. Vaščani poročajo o obilici stalaktitov in stalagmitov ter o podzemnem vodnem telesu.
Najvišji vrh na 1980 metrih. Trend od severa proti jugu je, da se vzhodna pobočja spreminjajo iz zelo strmih v manj strma in da zahodna pobočja postajajo vedno bolj strma. Vrh pogorja Barouk se proti jugu vse bolj oži.
- Hidrologija:

Padavine v porečju so vir površinskega toka in podzemne vode. Večji del tega nastane kot dež. Sneženje se pogosto pojavi v višjih legah, vendar se sneg redko obdrži več kot nekaj dni in izgine pred koncem deževnega obdobja. Običajno ima sneg malo splošnega neposrednega vpliva na tok potokov znotraj porečja. Vendar pa lahko v redkih primerih toplo deževje, ki pada na snežno odejo, povzroči hitro taljenje in sproščanje velikih količin vode v času, ko so tla že popolnoma nasičena. Te razmere povzročijo hiter odtok in poplave. Velik delež izpostavljene površinske kamnine v regiji Barouk je kavernozen, razpokan in lomljen apnenec, zaradi poroznega stanja pa je zelo prepusten. Posledica tega je, da se velik del padavin infiltrira z minimalnim površinskim odtokom kljub pogosto plitvi prsti in redkemu vegetativnemu pokrovu. Voda pronica navzdol skozi različne formacije in napaja številne velike izvire na nižjih pobočjih tega območja. Takšni izviri pomagajo ohranjati pretok v sušnem obdobju od aprila do novembra. Tokovi površinske vode, ki izvirajo na območju, so večinoma sezonski, nekateri pa so trajni. Podzemna voda ustvarja odtočne reke, kot so: - reka Al Awali, bolj znana kot reka Al-Barouk - reka Damour, znana kot reka Al-Safa. Vrh verige velja za ločnico med dvema hidrološkima sistemoma zaradi razlike med dveh pobočjih gore. Vzhodno pobočje je veliko bolj strmo in daje prednost površinskim tokovom, medtem ko je zahodno pobočje manj strmo in daje prednost vodonosnikom podzemne vode. Reke, ki tečejo v dolinah, so glavni vir namakanja v kmetijstvu in oskrbujejo ducat vasi Shouf z gospodinjsko vodo in nekatere vasi v zahodni dolini Beka. Je tudi glavni vir vode za mokrišče Aammiq.
- Pedologija:

- Homogena, sodi med rdeče rjave sredozemske prsti, nastale na trdem lapornem apnencu.
- izhaja iz jurskega, baltonskega, kalovijskega do oksfordsko-portlandskega lapornatega apnenca.
- Vsebnost kamnov se giblje od 80 - 90 %.

Z vidika erozije so ta tla v stanju ravnovesja zaradi:
- Visoka prepustnost.
- Maska iz apnenčastih drobcev.
- Dober vegetativni pokrov.
- Dobra drenaža.

- Klimatologija:

Letno povprečje padavin je 1200 mm, povprečna letna temperatura pa 11,3 °C. Povprečna najvišja dnevna temperatura je avgusta 23,4 °C, medtem ko je povprečna najnižja temperatura v januarju −0,6 °C. Absolutna temperatura se giblje od −10,8 °C januarja do 32,3 °C avgusta. Povprečna relativna vlažnost je okoli 65 %, vendar so vzhodna pobočja nekoliko bolj suha. Na leto pade od 50 do 55 snežnih dni, odvisno od podatkov ministrstva za javna dela in promet.

## Biotska raznovrstnost
- Rastlinstvo

Rastlinstvo območja je opredeliv Mouterde v letih 1966, 1970 in 1983. Najnovejše in obsežne botanične raziskave na uradni strani je v imenu Ministrstva za okolje (Projekt zavarovanih območij) izvedel (Georges Tohmé) Nacionalni svet za znanstvene raziskave (NCSR) leta 1999. Od takrat je bilo izjemno malo poročil o rastlinstvu objavljenih ali znanih na uradni strani. Tohmé je v zadnjih treh letih nadaljeval terenske botanične študije v rezervatu cedre Al-Shouf, da bi pridobil potrditev statusa nekaterih vrst. Njegove nedavne nove ugotovitve so objavljene v Tohmé, G. & Tohmé, H. (2002). Nekaj jih je tukaj vključenih, druge pa bodo dodane končnemu poročilu te študije-projekta. Seznam vrst naravnega rezervata cedre Al Shouf vključuje 500 identificiranih vrst, razdeljenih v 61 družin. Rezervat je tudi življenjski prostor za 25 mednarodno in nacionalno ogroženih vrst, 48 endemičnih za Libanon ali Libanon in Sirijo ali Libanon in Turčijo ter 14 redkih vrst, medtem ko je 214 vrst omejenih na območje vzhodnega Sredozemlja ali Bližnjega vzhoda.
V rezervatu raste tudi 24 drevesnih vrst, od katerih nekatere najdemo v Evropi in na območju Sredozemlja ter v Libanonu. Rezervat je znan po prizadevanjih uradnikov za ohranitev libanonske cedre z nadaljnjim upravljanjem gozdov in sajenjem novih dreves na prej posekanih in izkrčenih območjih. Rezervat je zadnja naravna meja za širjenje Cedrus libani na planetu. Rezervat je znan tudi po tem, da se gozdovi sami obnavljajo brez vmešavanja človeka. Druge drevesne vrste v rezervatu so: alpski hrast (Quercus infectoria), Brantov hrast (Quercus brantii), navadni hrast (Quercus calliprinos), turški bor (Pinus brutia), alepski bor (Pinus halepensis), pinija (Pinus pinea), grški brin (Juniperus excelca), sirski brin (Arceuthos drupacea).
- Navadni hrast
- Turški bor
- Alepski bor (slika iz Francije)
- Pinija

- Živalstvo

Sesalci: Raziskovanje sesalcev v Libanonu je bilo omejeno do sredine 20. stoletja. So fragmentarni in so zagotovili malo informacij o sesalcih, ki živijo v državi. Številne vrste in podvrste v Libanonu še niso bile zabeležene do leta 1970. Med letoma 1980 in 1985 sta Tohmé, G. in Tohmé, H. sama pripravila 33 % znanih objavljenih člankov o libanonskih sesalcih. Edini dokumentirani podatki o sesalcih rezervata so se očitno pojavili v poročilu Tohméja, H., ki ga je leta 1999 v imenu projekta zavarovanih območij na Ministrstvu za okolje pripravil NCSR. To poročilo, ki je temeljilo na popisu in raziskavah ter brošurah in drugih dokumentih, ki jih je razvila upravna ekipa rezervata, je ustvarilo seznam 32 sesalcev, ki so: divja svinja (Sus scrofa), volk (Canis lupus), kuna belica (Martes foina), gorska gazela (Gazella gazella), evrazijski šakal (Canis aureus), navadna lisica (Vulpes vulpes), jazbec (Meles meles), kapski zajec (Lepus capensis), kavkaška veverica (Sciurus anomalus), srna (Capreolus capreolus), perzijski damjak (Dama dama mesopotamica), divja koza (Capra aegagrus), sirski rjavi medved (Ursus arctos syriacus), bližnjevzhodna slepa podgana ('0'Nannospalax ehrenbergi), indijski ježek (Hystrix indica), progasta hijena (Hyaena hyaena), divja mačka (Felis silvestris), kapski zajec (Procavia capensis). Rezervat je sprožil projekt ponovne naselitve nubijskega kozoroga (Capra nubiana) na območje iz Jordanije, potem ko je sredi 20. stoletja izumrl. Rezervat je bil najverjetneje dom perzijskega leoparda (Panthera pardus tulliana), ki je zdaj v Libanonu izumrl. Tur (Bos primigenius) je morda obstajal na tem območju tudi v srednjem veku.
- Divja svinja
- Nubijski kozorog
- Divja koza
- Volk
- Karakal
- Evrazijski šakal
- Perzijski jelen damjak

Ptice: Rezervat je dom 200 vrstam ptic, od katerih jih je 19 redkih na državni ravni. Več kot 22 vrst je bilo potrjeno gnezdilk, ostale so selivke ali redki obiskovalci, vsaj dve ali tri vrste pa so bile naseljene. V rezervatu je kombinacija ptic, ki jih najdemo v Evropi, Afriki in Aziji, med katerimi so: turška kotorna (Alectoris chukar), šoja (Garrulus glandarius), kos (Turdus merula), krokar (Corvus corax), postovka (Falco tinnunculus), uhati škrjanec (Eremophila alpestris), pogorelček (Phoenicurus phoenicurus), ščinkavec (Fringilla coelebs), divja grlica (Streptopelia turtur), skalni vrabec (Petronia petronia), lišček (Carduelis carduelis).
Vsaj dve vrsti sta bili vneseni v območje šoufa za lov in razširili svoje območje v rezervat, dve vrsti sta: kotorna (Alectoris graeca) in fazan (Phasianus colchicus). Rezervat je tudi dom številnih vrst ujed, kot so: beloglavi jastreb (Gyps fulvus) in planinski orel (Aquila chrysaetos).
- Turška kotorna
- Fazan (samec)
- Evrazijska šoja (vendar ne ssp. atricapillus, ki se pojavlja v Libanonu)
- Kos (samec)
- Postovka (samec)
- Planinski orel
- Lišček

Plazilci in dvoživke: rezervat je dom številnim plazilcem, dokumentiranih je bilo 26 vrst, pri čemer sta dve vrsti endemični za Libanon in zlasti za območje Chouf. Rezervat je tudi dom štirih vrst dvoživk, skoraj enako število vrst, kot jih najdemo v celotnem Libanonu. Med vrstami so: palestinski gad (Vipera palaestinae), grška želva (Testudo graeca), sredozemski kameleon (Chamaeleon chamaeleon), bakrena krastača (Ablepharus kitaibelii), navadna krastača (Bufo bufo), zelena krastača (Bufo viridis), Arouss Al Ayn (Salamandra infraimmaculata), bližnjevzhodna drevesna žaba (Hyla savignyi).
- Palestinski gad
- Navadni kameleon
- Grška želva
- Ablepharus kitaibelii
- Navadna krastača
- Zelena krastača
- Močerad
- Bližnjevzhodna drevesna žaba

## Kulturna dediščina
- Cedre:

Cedrovi gozdovi v Libanonu uživajo edinstveno priznanje kot najstarejši dokumentirani gozdovi v zgodovini. Cedre so bile dovolj pomembne v zgodovini človeka, da jih je mogoče izslediti do najzgodnejših pisnih zapisov, Sumercev v 3. tisočletju pr. n. št. V starodavni sumerski zgodbi, Ep o Gilgamešu, enem najstarejših del literature na svetu, so cedre vidne. Gilgameš je bil od takrat priznan kot kralj Gilgameš v zgodovini in je verjetno obiskal Libanonsko gorovje.
- Zgodovinske kulturne znamenitosti:

Kraj Shoufa je povezava številnih kultur, religij in zgodovinskih dogodkov, ki so vsi pustili pečat, zaradi katerega je kulturna dediščina območja tako bogata kot njegovi ekosistemi. Sledi nekaj glavnih znamenitosti:
- Qalaat Niha:

Jamski grad Tyrona Niha se nanaša na eno od zadnjih epizod epske zgodovine princa Fahredina II. in je edini preostali ostanki nekoč mogočne trdnjave, ki so jo zaporedoma uporabljali Arabci, križarji in številni knezi Libanonkega gorovja.
- El Nabi Ayoub:

Na hribu nad vasjo Niha so zgradili cerkev v čast Jobovemu spominu in hranili njegove relikvije. Ayoub je arabsko ime preroka Joba.
- Grad Qab Elias:

Ta nekoč mogočna trdnjava druzov je služila kot stražarska postojanka, ki je nadzorovala cesto, ki je povezovala Bejrut z Damaskom, in pohodna postojanka za vladarje druze in Chehab v Južni Beka ali Wadi al-Taym.
- Mazar El Sit Cha'wane:

El Sit Cha'wane je znana oseba v veri druzov. Tako kot Job v Stari zavezi so jo imeli za zgled kreposti in predanosti. V njenem imenu so postavili feretorij.